# Iglesia de Alser

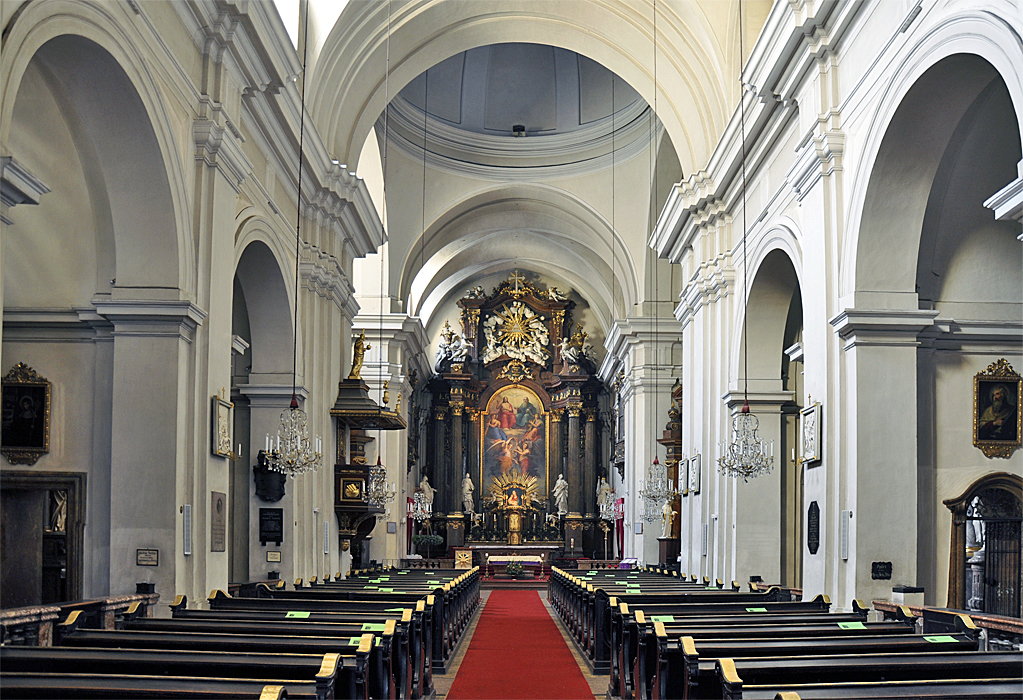
Interior

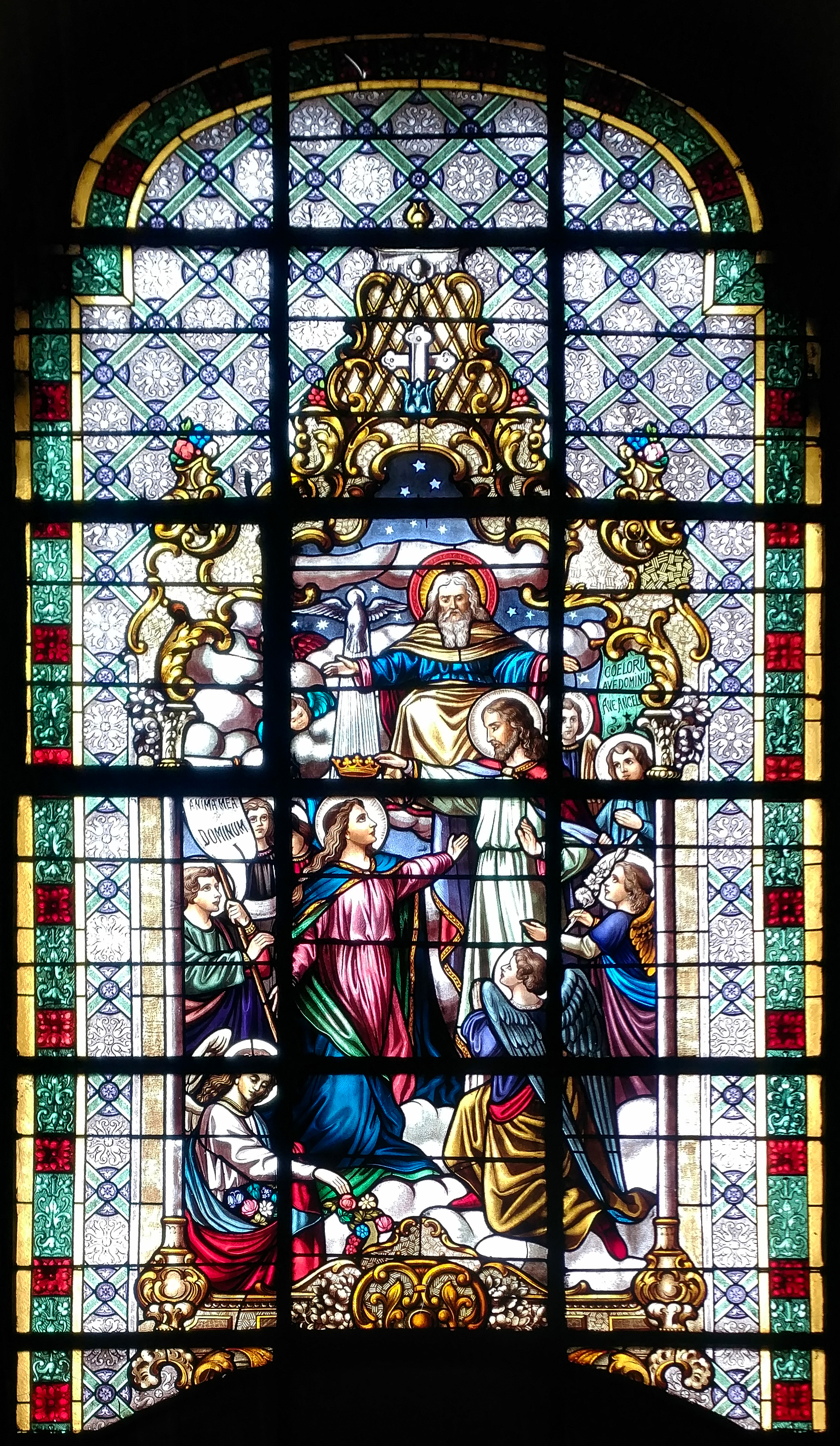
Vidriera en la tribuna del órgano, sobre el portal de entrada

La iglesia de la Santísima Trinidad de los Hermanos Menores, «Alserkirche» en alemán, antiguamente también conocida coloquialmente como  «de los españoles blancos», es una iglesia católica de Viena, construida en un estilo barroco temprano. Se ubica en la Alser Straße (calle de Alser), en el barrio vienés de Alservorstadt.

## Historia
En 1688 los monjes de la orden de los trinitarios, "españoles blancos", comenzaron a construir un monasterio en la calle Alser. Entre los años 1694 y 1704 se erigió la iglesia de Alser, directamente conectada con el monasterio. En 1784 los Franciscanos Menores Conventuales se mudaron y ocuparon el monasterio. El emperador José II había enviado a los monjes de esta orden — antes establecidos en la iglesia de los franciscanos menores (Minoritenkirche) en la plaza de igual nombre (Minoritenplatz) — a la calle Alser. Los franciscanos menores se hicieron cargo de la asistencia espiritual del antiguo hospital general de la ciudad de Viena, así como de la casa de asistencia para nacimientos y orfanato pertenecientes al hospital (la Wiener Gebär- und Findelhaus), como también más tarde de la cárcel del Tribunal Penal de Viena. Desde 1784 y hasta 1938 las parroquias tenían funciones de registro civil. A través de la casa de partos (en la que también mujeres solteras y pobres podían dar a luz anónimamente) y del hospital, la parroquia poseía el mayor archivo de nacimientos de Europa. Estos libros de registro de nacimientos se llevaban de manera independiente de los de la parroquia. Según las disposiciones de José II los padres (progenitores varones) solamente debían inscribirse si este era su propio deseo, pero esta parroquia tiene, como también otras, su propio índice para esos datos, lo que resulta útil para las investigaciones genealógicas.

## Descripción
Su fachada consta de un cuerpo central y de dos torres, con cúpulas sobreelevadas. La planta es en cruz latina y está cubierta por una cúpula en el crucero y los brazos abovedados; a ambos costados hay capillas laterales. La fachada barroca se considera el ejemplo más antiguo de una forma cóncava en Viena. Se halla dominada por una escultura de la Trinidad sobre el acceso principal, destinado a mostrar, también hacia el exterior, a quién está dedicada esta iglesia. En el tiempo de los trinitarios se encontraba en este lugar una reproducción en piedra de la cruz de espigas. El retablo del altar mayor, una obra de Josef von Hempel del año 1826 representa la santísima trinidad. En la nave lateral izquierda hay un altar dedicado a María con un cuadro de la «Inmaculada Concepción» de Leopold Kupelwieser.

## Beethoven y Schubert
La iglesia también es conocida por su relación con dos compositores: Aquí se bendijo el cuerpo sin vida de Ludwig van Beethoven  en el funeral del 29 de marzo de 1827. Su muerte está consignada en el registro mortuorio de esta iglesia con fecha 26 de marzo de 1827 con las siguientes palabras: «Ludwig van Beethoven, compositor, soltero, nacido en Bonn en el imperio, 57 años, fallecido por causa de un edema, enterrado el 29 de marzo en el camposanto de la aldea de Währing». 
El 2 de septiembre de 1828 Franz Schubert escribió para la santificación del campanario de esta iglesia el himno Glaube, Hoffnung und Liebe D 954 («Fe, esperanza y amor»). En la fachada de la iglesia hay dos relieves de bronce de Josef Tautenhayn el joven puestos por encargo del coro Wiener Schubertbund en honor a ambos compositores en 1927-28.
El 4 de octubre de 1829 se realizó aquí el estreno de la Misa Nº 6 en mi bemol mayor D 950 de Schubert ya que el director del coro de la iglesia de Alser, Michael Leitermayer, era amigo de Schubert.